# Francesco Gallina
Francesco Gallina (Napoli, 1º gennaio 1945 – Napoli, 5 luglio 2021) è stato un calciatore italiano, di ruolo attaccante.

## Caratteristiche tecniche
Era un'ala destra, che però si adattò anche all'altra fascia durante la sua militanza nel Genoa per lasciare spazio al compagno di squadra Giuliano Taccola, da baricentro basso, dotato di una tecnica notevole e molto abile nel saltare l'uomo.

## Carriera
Cresciuto nella Casertana e nel Genoa, ha disputato campionati minori tra le file di Entella e Cesena, prima di fare ritorno al Genoa. Segnò la sua prima rete con i genoani il 21 ottobre 1966 nel pareggio casalingo contro la Reggina. Dopo l'espulsione comminatagli il 2 giugno 1968 all'ultimo minuto della sconfitta casalinga per 1-0 contro il Catania.
Venne ceduto dai genoani al L.R. Vicenza in una operazione che vide il portiere William Negri e l'attaccante Giuseppe Cosma fare il percorso inverso. Con i berici esordì e segnò la sua prima rete in massima serie nella partita esterna contro il Milan del 17 novembre 1968, terminata per 4-1 a favore dei rossoneri. Fu ceduto dai veneti la stagione seguente per trenta milioni di lire all'Internapoli per aver contestato le condizioni dell'albergo che ospitava la squadra nel ritiro estivo.
Dopo due stagioni all'Internapoli si trasferisce in Canada per militare con il Montréal Olympique, con cui ottiene l'ultimo posto della Northern Division della North American Soccer League 1971.
Si trasferisce poi in Messico, nell'Atlante, club per cui giocherà tre stagioni.
Ritorna in seguito in Canada, ove ricoprirà l'incarico di allenatore-giocatore per il Montréal Cantalia, identica posizione che avrà l'anno seguente al Toronto Italia. Successivamente gioca nei Montréal Castors.
Lasciato il calcio giocato restò a vivere in Messico, per poi tornare in Italia per motivi di salute sino alla morte, avvenuta nel luglio del 2021.

## Palmarès

### Club

#### Competizioni nazionali
- Serie D: 1

Casertana: 1962-1963